# Emir Ahmatović
Emir Ahmatović (Tutin, Yugoslavia, 16 de enero de 1987) es un deportista alemán de origen serbio que compitió en boxeo. Ganó una medalla de bronce en el Campeonato Europeo de Boxeo Aficionado de 2013, en el peso pesado.
En marzo de 2017 disputó su primera pelea como profesional. En su carrera profesional tuvo en total 12 combates, con un registro de 11 victorias y una derrota.

## Palmarés internacional
| Campeonato Europeo | Campeonato Europeo  | Campeonato Europeo | Campeonato Europeo |
| Año                | Lugar               | Medalla            | Categoría          |
| ------------------ | ------------------- | ------------------ | ------------------ |
| 2013               | Minsk (Bielorrusia) | Medalla de bronce  | 91 kg              |